# Ramón Castroviejo Briones
El Doctor Ramón Castroviejo Briones (Logronyo, 24 d'agost de 1904 - Madrid, 2 de gener de 1987) va ser un conegut oftalmòleg espanyol, cèlebre pels seus avenços en el trasplantament de còrnia, tant per la tècnica com per l'instrumental emprat.

## Biografia
Fill de Ramon Castroviejo Novajas, natural de Sorzano, que va ser un dels metges més populars de Logronyo, oculista de l'Hospital Provincial en els anys 30. Va cursar els seus estudis al Col·legi dels Germans Maristes, doctorant-se en medicina a la Universitat San Carlos de Madrid. Després de 4 anys treballant a la capital d'Espanya es va traslladar a Chicago amb una beca, on primer va treballar com a professor, per a posteriorment obrir la seva pròpia clínica. Més tard va treballar a la prestigiosa Clínica Mayo.
El 1936 es nacionalitzà estatunidenc. Llavors ja treballava a la Universitat de Colúmbia, on va romandre fins a 1952. Aquest mateix any va ser nomenat catedràtic de la Universitat de Nova York, on va romandre fins a la seva jubilació, el 1975.

## El seu llegat
Va ser el precursor a Espanya dels bancs d'ulls i va fer campanyes sobre la importància de les donacions de còrnia amb l'objectiu de facilitar els trasplantaments a malalts afectats de problemes de visió. Les seves contribucions en aquest camp, el dels trasplantaments, li van donar fama universal.
Actualment, hi ha l'Institut d'Investigacions oftalmològiques Ramon Castroviejo, pertanyent a la Facultat de Medicina de la Universitat Complutense de Madrid. Allà hi treballen reconeguts metges oftalmòlegs i biòlegs que realitzen investigacions oftalmològiques principalment sobre la inflamació de la Glia al Glaucoma. A més, ofereixen el Màster en Ciències de la Visió i el Doctorat en Ciències de la Visió, els que són reconeguts mundialment.
Com a curiositat, va ser futbolista i va marcar el primer gol en la història de l'estadi de Las Gaunas.

## Distincions
- Gran Creu d'Alfons X El Savi
- Gran Creu d'Isabel la Catòlica
- Gran Creu del Mèrit Militar
- Gran Creu de Sanitat Civil
- Gran Creu de l'Orde del Sol del Perú
- Gran Creu de Núñez de Balboa
- Doctor Honoris Causa per les universitats de: 
  - Universitat Autònoma de Madrid
  - Universitat de Salamanca
  - Universitat de Santo Domingo
  - Universitat Riu Gran do Sul
  - Universitat San Marcos
  - Universitat de l'Est a Manila